# Alexandria, Minnesota
Alexandria är administrativ huvudort i Douglas County i den amerikanska delstaten Minnesota. Orten fick sitt namn efter bosättaren Alexander Kinkaid.

## Kända personer från Alexandria
- John Hawkes, skådespelare
- Peter Krause, skådespelare
- Carl Van Dyke, politiker